# Tree of Life (Disney)

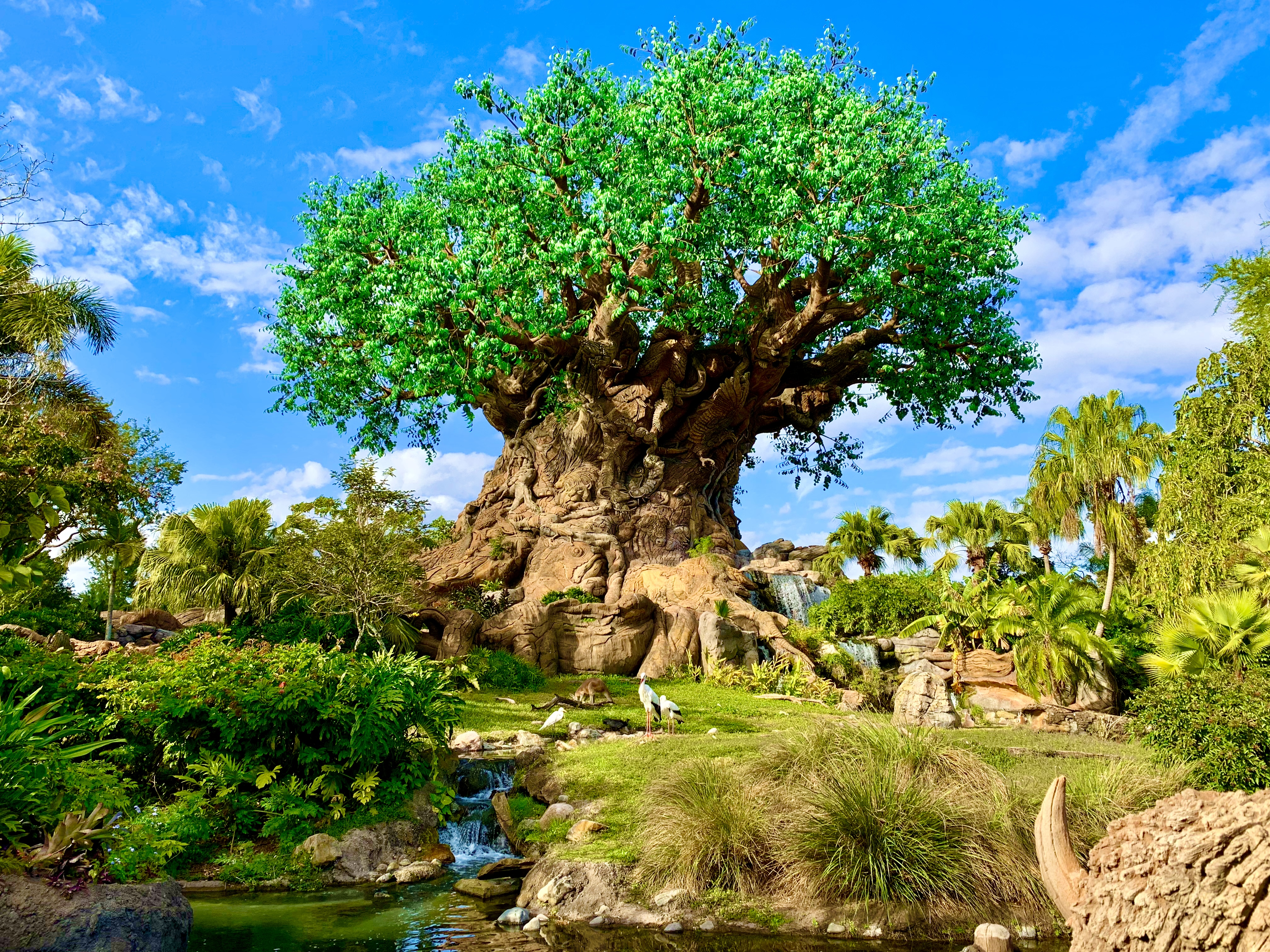

Tree of Life (L'albero della vita) è un albero artificiale simbolo principale del parco a tema Disney's Animal Kingdom, presso il complesso Walt Disney World a Bay Lake, in Florida. Sito al centro dell'area di Discovery Island, divenne visitabile a partire dal 22 aprile 1998, giorno di apertura del Disney's Animal Kingdom.

## Descrizione
Il Tree of Life ha l'aspetto di un baobab ed è alto quarantaquattro metri ed è largo quindici. Rappresenta 325 bassorilievi di animali viventi ed estinti sulla sua corteccia, conta 102.583 foglie fatte a mano in PVDF e quarantacinque rami secondari che si diramano in 756 rami terziari. Alla base interiore della struttura è presente un teatro munito di quattrocento posti a sedere che trasmette lo spettacolo in 4D It's Tough to Be a Bug! ispirato al film Disney/Pixar A Bug's Life - Megaminimondo.
Prima della chiusura del parco, presso il Tree of Life vengono trasmesse delle proiezioni in video mapping note come Tree of Life Awakenings, che debuttarono il 27 maggio 2016. Un'anteprima di questi spettacoli venne presentata il 19 aprile 2016.